# Gérard Vial

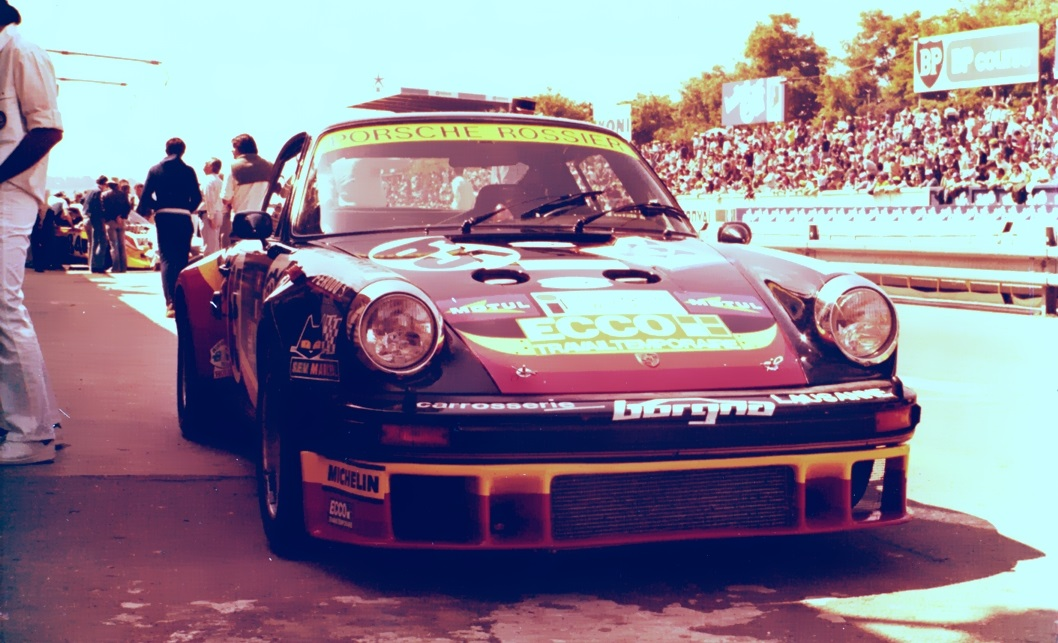
Der Porsche 930 von Joël Laplacette, Antoine Salamin, Yves Courage und Gérard Vial beim 24-Stunden-Rennen von Le Mans 1978

Gérard Vial (* 11. November 1941 in Saint-Martin) ist ein ehemaliger Schweizer Autorennfahrer.

## Karriere als Rennfahrer
Gérard Vial war Ende der 1970er Jahre bei einigen Sportwagenrennen am Start. Er wurde gemeinsam mit Antoine Salamin Gesamtvierzehnter beim 6-Stunden-Rennen von Dijon 1978, einem Rennen der Sportwagen-Weltmeisterschaft dieses Jahres. Einsatzwagen war ein Porsche 934.
Antoine Salamin war auch sein Partner beim 24-Stunden-Rennen von Le Mans 1978. Zur Mannschaft gehörten ausserdem Joël Laplacette und Yves Courage. Das Trio fiel nach einem Unfall aus.

## Statistik

### Le-Mans-Ergebnisse
| Jahr | Team            | Fahrzeug    | Teamkollege     | Teamkollege     | Teamkollege  | Platzierung | Ausfallgrund |
| ---- | --------------- | ----------- | --------------- | --------------- | ------------ | ----------- | ------------ |
| 1978 | Joël Laplacette | Porsche 930 | Joël Laplacette | Antoine Salamin | Yves Courage | Ausfall     | Unfall       |

### Einzelergebnisse in der Sportwagen-Weltmeisterschaft
| Saison | Team                           | Rennwagen   | 1   | 2   | 3   | 4   | 5   | 6   | 7   | 8   | 9   | 10  | 11  | 12  | 13  | 14  | 15  | 16  | 17  |
| ------ | ------------------------------ | ----------- | --- | --- | --- | --- | --- | --- | --- | --- | --- | --- | --- | --- | --- | --- | --- | --- | --- |
| 1978   | Heinz Schiller Joël Laplacette | Porsche 934 | DAY | SEB | MUG | TAL | DIJ | SIL | NÜR | LEM | MIS | DAY | WAT | VAL | ROD |     |     |     |     |
| 1978   | Heinz Schiller Joël Laplacette | Porsche 934 |     |     |     |     | 14  |     |     | DNF |     |     |     |     |     |     |     |     |     |
| 1979   | Ecurie 13 Etoiles              | Porsche 930 | DAY | SEB | MUG | TAL | DIJ | RIV | SIL | NÜR | LEM | PER | DAY | WAT | SPA | BRH | ROA | VAL | ELS |
| 1979   | Ecurie 13 Etoiles              | Porsche 930 |     |     |     |     |     |     |     |     |     |     | DNF |     |     |     |     |     |     |